# Gérard Scappini

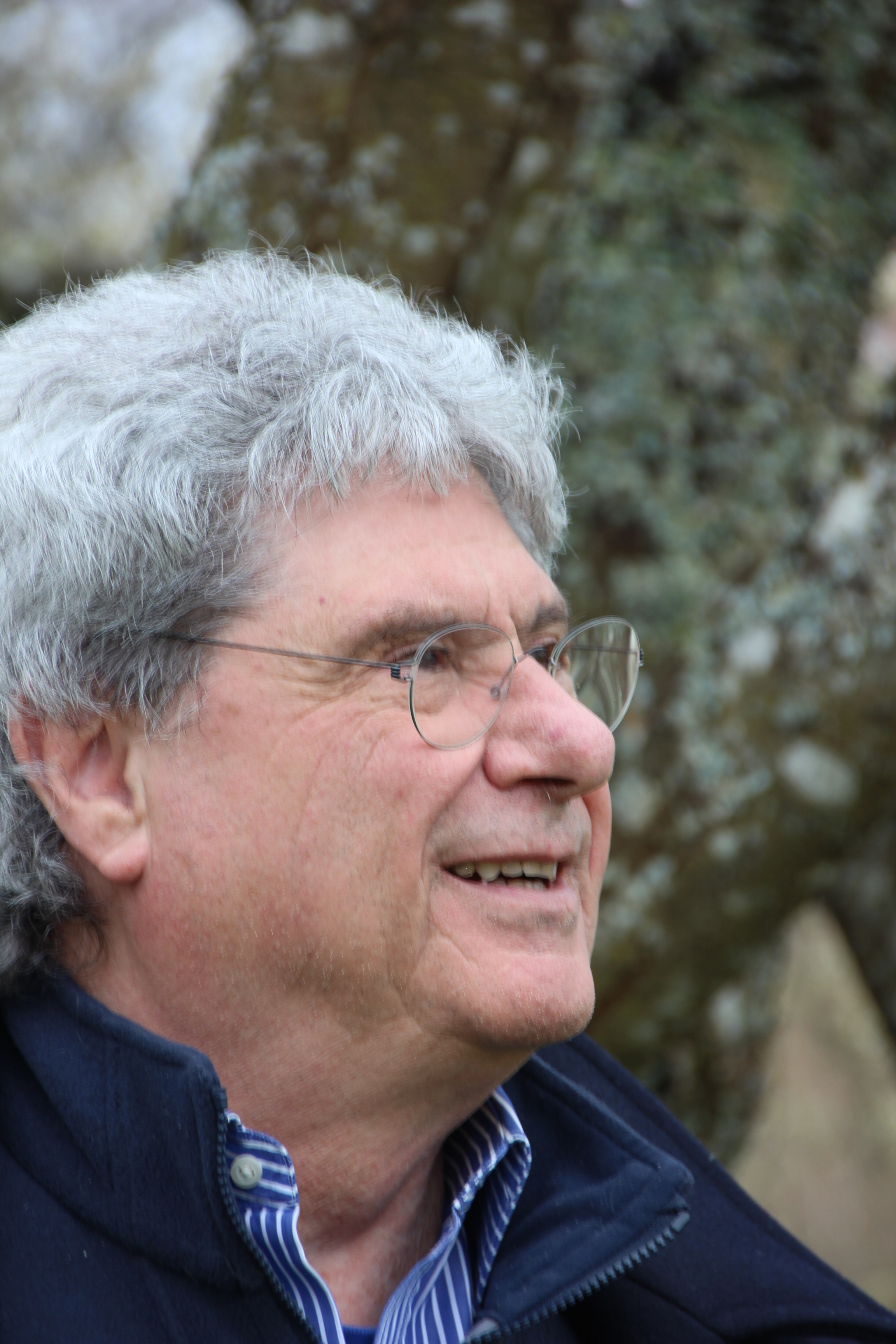
Gérard Scappini 2019

Gérard Scappini (* 1947 in Toulon) ist ein deutsch-französischer Schriftsteller.

## Leben
Gérard Scappini wurde 1947 in Toulon geboren. 1966 kam er nach Freiburg, um seinen Militärdienst zu absolvieren und blieb danach in Deutschland. Er machte das deutsche Abitur und begann 1977 mit dem Studium der Ethnologie, Philosophie und Psychologie. 1979 eröffnete er mit einem Kollektiv den Cardabela-Buchladen in Mainz. 1987–2016 arbeitete er im Außendienst für verschiedene Literatur-und-Reisebuchverlage und bereiste den Südwesten Deutschlands.

## Werke (Auswahl)
- 1979: Bauchgedichte, Atzel Verlag Schwabenheim
- 1982: Worten haben keinen Besitzer, Mandala Verlag, Klingelbach, ISBN 3-922057-30-6
- 1984: Zeitgeflüster, Mandala Verlag, Klingelbach, ISBN 3-922057-31-4
- 1989: Schattenrisse aus einem gekellnerten Leben, Peter Kirchheim Verlag, München, ISBN 3-87410-036-7
- 2017: Ungeteerte Straßen, Pendragon Verlag, Bielefeld, ISBN 978-3-86532-588-4
- 2019: Am anderen Ende der Stadt, Pendragon Verlag, Bielefeld, ISBN 978-3-86532-661-4
- 2021: Ankunft in der Fremde, Pendragon Verlag, Bielefeld, ISBN 978-3-86532-734-5

## Hörbücher
- 2023: Ungeteerte Straßen/Eine Kindheit in Frankreich 1952–1958, edition nationalpark radio, Neuhütten, ISBN 978-3-00-073787-9

## Anthologien
- 1980: Lesebuch: Lyrik Prosa Bilder Na und, Autorenverlag, Mainz, ISBN 3-88558-006-3
- 1982: Sag nicht morgen wirst du weinen, wenn du nach dem Lachen suchst, Winddruck Verlag, Lollar, ISBN 3-922256-14-7
- 1985: Lachen aus dem Ghetto-Polykunst/Jahrbuch, Mandala Verlag, Klingelbach, ISBN 978-3-922057-35-2